# Chalid Bakdasz
Chalid Bakdasz (ur. 15 listopada 1912 w Damaszku, zm. 15 czerwca 1995 tamże) – syryjski polityk, wieloletni lider Komunistycznej Partii Syrii i pierwszy w kraju arabskim parlamentarzysta komunistyczny, autor przekładu dzieł Karola Marksa na język arabski.

## Życiorys

### Wczesna działalność. W Syrii pod protektoratem francuskim
Był z pochodzenia Kurdem. W działalność polityczną w Komunistycznej Partii Syrii zaangażował się jako student prawa na Uniwersytecie Damasceńskim. Nie ukończył jednak studiów, gdyż z powodu swojego zaangażowania stał się przedmiotem zainteresowania i represji francuskich władz mandatowych.
W 1932 lub 1934 został sekretarzem generalnym Komunistycznej Partii Syrii. Doprowadził do usunięcia z partii jej dotychczasowego sekretarza generalnego Fu’ada asz-Szamalego, którego prawdopodobnie bezpodstawnie oskarżył o współpracę z francuską policją. Równocześnie działał w Bloku Narodowym, liberalnej syryjskiej organizacji niepodległościowej kierowanej przez zamożne mieszczaństwo z Aleppo i Damaszku. W publicznych wystąpieniach domagał się całkowitej niepodległości Republiki Syryjskiej. W 1936 był członkiem delegacji syryjskiej w Paryżu na rozmowach w sprawie niepodległości. Następnie udał się do Moskwy i przez dwa lata uczył się na Komunistycznym Uniwersytecie Pracujących Wschodu. Do Syrii wrócił na krótko po uzyskaniu niepodległości w 1946. W pierwszych latach istnienia nowego państwa komuniści, pod kierownictwem Bakdasza, mogli prowadzić działalność polityczną w sposób nieograniczony i zdobyli wielu zwolenników wśród studentów, miejskiej inteligencji, jak również wśród kobiet-sunnitek, zainteresowanych hasłami emancypacyjnymi.

### 1949-1958
Syryjską Partię Komunistyczną zdelegalizował w marcu 1949 Husni az-Za’im na krótko po przeprowadzeniu zamachu stanu. W następnym miesiącu 400 komunistów, w tym Bakdasz, zostało aresztowanych. Po upadku rządu az-Za’ima Bakdasz opuścił więzienie i wrócił do działalności politycznej, a w 1954 jako pierwszy komunista w Syrii i w całym świecie arabskim zdobył mandat deputowanego do parlamentu. W czerwcu następnego roku, na polecenie premiera Sajjida al-Ghazziego, udał się do Moskwy na czele syryjskiej delegacji, która miała spowodować poprawę wzajemnych stosunków. Bakdasz przyczynił się również do poszerzenia współpracy kulturalnej ze Związkiem Radzieckim, a w 1956 razem z prezydentem kraju Szukrim al-Kuwatlim odwiedził Moskwę, by prosić o wsparcie dla krajów arabskich w konflikcie z Izraelem.
W końcu lat 50. XX wieku wywiady amerykański i brytyjski rozważały zorganizowanie w Syrii działań sabotażowych, które następnie posłużyłyby za pretekst do interwencji tureckiej, jordańskiej lub irackiej. W toku tych działań rozważano organizację zamachów dowódcę wywiadu wojskowego Abd al-Hamida as-Sarradża, szefa sztabu Sił Zbrojnych Syrii gen. Afifa al-Bizriego i właśnie Bakdasza. Uważano za głównych inspiratorów polityki zagranicznej Syrii, a tę interpretowano jako postępujące zbliżenie ze Związkiem Radzieckim.
Głównym wrogiem rosnącej w siłę partii komunistycznej stała się utożsamiająca się z socjalizmem arabskim partia Baas Michela Aflaka i Salah ad-Dina al-Bitara. Aby uniemożliwić komunistom odebranie swojej formacji całości lewicowego elektoratu, baasiści doprowadzili do zawarcia w 1958 unii z Egiptem, po której powstała Zjednoczona Republika Arabska. Jedyną legalną partią w niej była naserowska Unia Narodowa.

### Emigracja
Bakdasz emigrował do Pragi, podczas gdy komuniści, którzy pozostali w kraju, stali się ofiarami fali aresztowań. W związku z tym poparł zamach stanu Abd al-Karima an-Nahlawiego we wrześniu 1961, po którym Syria zerwała unię. Mimo takiej deklaracji nie otrzymał możliwości powrotu do kraju ani do aktywności politycznej. Gdy w 1962 Bakdasz przybył do Syrii, został zatrzymany na lotnisku w Damaszku i zmuszony do wyjazdu. Jego położenie nie zmieniło się także po zamachu stanu w Syrii w marcu 1963, przeprowadzonym przez Komitet Wojskowy partii Baas. Nowy rząd pozbawił go praw obywatelskich.
Przez kolejne trzy lata Bakdasz żył w różnych krajach socjalistycznej Europy Wschodniej, podróżował także do Libanu. Wydał szereg publikacji poświęconych stosunkom ZSRR z krajami arabskimi, działalności partii komunistycznej w Syrii i w Libanie oraz metodom dojścia do socjalizmu.

### Powrót do Syrii
Możliwość powrotu do Syrii uzyskał w 1966, po kolejnym zamachu stanu w Syrii przeprowadzonym przez najbardziej radykalne skrzydło partii na czele z Salahem Dżadidem. Nie otrzymał przy tym zgody na jakąkolwiek działalność publiczną. Dżadid, który nie miał zamiaru bezkrytycznie powielać w Syrii wzorców radzieckich i krytycznie odnosił się do klasycznego marksizmu, uważał, że sprowadzając Bakdasza do kraju zyska zaufanie rządu ZSRR. Do tej pory rząd radziecki z rezerwą obserwował poczynania syryjskiej partii Baas, a poparcie ZSRR było nowym władzom Syrii potrzebne. Popularność komunistycznego działacza w kraju znacznie do tego momentu zmalała, toteż w 1968 zrezygnował on z formalnego przywództwa w nielegalnej partii.
Możliwość podjęcia szerzej zakrojonej działalności dał Bakdaszowi zamach stanu Hafiza al-Asada w 1970. Aby stworzyć pozory wewnątrzpartyjnego pluralizmu, w ramach Ruchu Korygującego al-Asad zezwolił Bakdaszowi na utworzenie w partii Baas frakcji komunistycznej, ograniczając mu jednak możliwość publicznych wystąpień. W 1972 organizacja Bakdasza weszła do Narodowego Frontu Postępu - koalicji lewicowych partii pod egidą partii Baas. Z czasem rola komunistów została ponownie ograniczona; zabroniono im agitacji na terenie uniwersytetów, wydawania publikacji nieautoryzowanych przez kierownictwo partii Baas oraz organizowania własnych wieców. Mimo to Bakdasz do końca życia (zmarł w 1995) pozostał przewodniczącym utworzonej po 1970 organizacji. Po jego śmierci jego obowiązki przejęła żona Wisal Farha.